# Anselmo Estrella
Anselmo Nicolas Estrella (nacido en Rosario el 24 de noviembre de 1934) es un exfutbolista argentino. Jugaba como delantero y su primer club fue Rosario Central.

## Carrera
Desempeñándose como puntero izquierdo, debutó en la primera canalla con 19 años, el 21 de junio de 1953, en la victoria de Central 5-2 ante Gimnasia y Esgrima La Plata, cotejo válido por la undécima fecha del Campeonato de Primera División; el entrenador auriazul era Fermín Lecea. Su carrera en la Academia se prolongó hasta 1954, pero sin lograr continuidad, debido a lesiones; en 1955 fue dejado en libertad de acción tras el retorno desde Colombia de Antonio Vilariño, quien ocupaba la misma posición.  Pasó a Atlanta en 1956, donde se coronó campeón del torneo de Segunda División y obtuvo el ascenso a Primera. Nuevamente las lesiones lo marginaron de la práctica regular, y Estrella continuó su carrera en el fútbol regional de la provincia de Santa Fe. Se destaca el título de la Liga Cañadense obtenido en 1964 con Atlético Correa.

## Clubes
| Club                               | País      | Año       |
| ---------------------------------- | --------- | --------- |
| Rosario Central                    | Argentina | 1953-1954 |
| Atlanta                            | Argentina | 1956      |
| Belgrano (Las Rosas)               | Argentina | ¿?        |
| Argentino (Marcos Juárez)          | Argentina | ¿?        |
| San Carlos (Noetinger)             | Argentina | ¿?        |
| Boca Juniors (Camilo Aldao)        | Argentina | ¿?        |
| Social Chañarense (Chañar Ladeado) | Argentina | ¿?        |
| Atlético Sastre                    | Argentina | ¿?        |
| Atlético Correa                    | Argentina | 1964      |

## Palmarés

### Títulos nacionales
| Equipo  | País      | Título           | Año  |
| ------- | --------- | ---------------- | ---- |
| Atlanta | Argentina | Segunda División | 1956 |

### Títulos regionales
| Equipo          | Liga      | País      | Título           | Año  |
| --------------- | --------- | --------- | ---------------- | ---- |
| Atlético Correa | Cañadense | Argentina | Primera División | 1964 |